# Giovanni Stanfa
Giovanni „John“ Domenico Stanfa (* 7. Dezember 1940) ist ein italienisch-amerikanischer Mobster der amerikanischen Cosa Nostra und war in den 1990er Jahren das offizielle Oberhaupt der Bruno-Familie, auch bekannt als Philly Mob oder Philadelphia-South Jersey Mafia. Er ist der Onkel von Nicasio „Nico“ Zagone – ein Mobster dem in einem Einkaufszentrum in den Kopf geschossen wurde und drei Tage später am 19. Januar 1994 starb.
Verurteilt in mehreren Anklagepunkten, sitzt Stanfa seit dem Jahr 1995 in Haft, nach dem er zu fünfmaliger lebenslanger Gefängnisstrafe verurteilt wurde.

## Leben

### Von Sizilien in die Staaten
Geboren in Caccamo (Sizilien), war Giovanni Stanfa das jüngste von vier Kindern, von denen zwei mit der dortigen originären Cosa Nostra zu tun hatten. Nach dem Massaker von Ciaculli im Jahre 1963, emigrierte der mittlerweile verheiratete Stanfa in die Vereinigten Staaten. Dort ließ er sich in Philadelphia nieder und nahm an kriminellen Aktivitäten Teil; vor allem durch den New Yorker Gambino-Boss, Carlo Gambino, der ein alter Freund von Stanfa war und ebenso in Caccamo geboren wurde.

### Brunos Mord und die Folgen
Angelo „The Gentle Don“ Bruno, der Boss der italienischen Mafia von Philly, nahm Stanfa unter seine Fittiche. Mehrere Untergruppen der Familie begannen, sich später gegen den alternden Bruno aufzulehnen, was schließlich im Jahr 1980 zu Brunos Ermordung führte. Bruno wurde mit einer Schrotflinte in den Hinterkopf geschossen und getötet, als er in seinem Auto saß. Laut US-Strafverfolgung, saß Stanfa als Brunos Fahrer hinter dem Steuer und schaffte es aber zu fliehen.
Es ist nicht bewiesen ob Stanfa an der Verschwörung beteiligt war, die von Brunos Consigliere, Antonio „Tony Bananas“ Caponigro ausgeführt wurde und drei Wochen später, angeblich auf Befehl der sogenannten Mafia-Kommission, getötet und später in einem Kofferraum eines Autos in New York gefunden wurde. Nachdem er sich weigerte, vor einer Grand Jury seine Beteiligung am Mord zu dementieren, wurde er wegen Meineids angeklagt. Stanfa tauchte unter und wurde am 21. April 1981, nach fast einem Jahr auf der Flucht, verhaftet und zu acht Jahren Haft verurteilt.
Brunos Underboss namens Philip Testa wurde der logische Nachfolger Brunos; wurde jedoch bereits am 15. März 1981 durch eine Nagelbombe ermordet und Testas Consigliere, Nicodemo „Little Nicky“ Scarfo, wurde von der Kommission zum neuen Boss ernannt. Seine blutige Amtszeit während der 1980er Jahre brachte die Ermordung von mehr als 20 seiner eigenen Männer mit sich. Der drastische Anstieg der Gewalt rief erhöhte Aufmerksamkeit des FBI, der Pennsylvania State Police und der New Jersey State Police auf den Plan. Die erhöhte Gewalt und die Strafverfolgung überzeugten auch einige Gangster (einbezogen Scarfos eigenen Neffen), mit der Regierung zu kooperieren, um dem Tod oder Gefängnis zu entkommen. Im November 1988 wurden Scarfo und 16 seiner Männer in einem RICO-Prozess verurteilt. Scarfo selbst erhielt eine lebenslange Haftstrafe.

### Stanfas Krieg
Um ein totales Machtvakuum in der Philadelphia Mafia zu vermeiden, wurde Stanfa im Jahr 1991 von der Kommission zum neuen Boss ernannt. Allerdings ging eine Splittergruppe von jüngeren Mobstern um Joseph „Skinny Joey“ Merlino hervor, die sich weigerte, das Regime der neuen Führung anzuerkennen.
- Am 2. März 1993 wurde Stanfas Underboss, Joseph „Joey Chang“ Ciancaglini, Jr. bei einem Attentat durch Merlinos Männer schwer verletzt und blieb danach teilweise gelähmt.[17]
- Am 5. August 1993 wurde dessen verfeindeter Bruder Michael „Mikey Chang“ Ciancaglini durch den von Stanfa beauftragten Capo namens John Veasey und dessen Partner Phil Colletti durch mehrerer Schüsse getötet und auch Merlino wurde dabei verletzt.[18]
- Allerdings war Joey nicht im Begriff, den Tod seines Freundes hinzunehmen und schlug noch im selben Monat zurück. Als Stanfa, sein Sohn und sein Fahrer auf der Autobahn unterwegs waren, wurden sie von Dauerfeuer aus einem Transporter heraus überrascht und Stanfas Sohn, Joseph, wurde dabei verletzt. Stanfas Fahrer schaffte es, den Wagen von der Straße zu befreien und fuhr ins Krankenhaus, wo Joseph Stanfas Verletzungen behandelt wurden.[19]

### Stanfas Prozess
Im November 1993 wurde Merlino wegen Verletzung seiner Bewährungsauflagen vom FBI verhaftet und ins Gefängnis geschickt. Auch Stanfa und 23 seiner Anhänger wurden am 17. März 1994 wegen Gewerkschaftskorruption, Erpressung, Kreditwucher, Mord, sowie Verschwörung zum Mord angeklagt und Stanfa wurde im November 1995 durch Verrat von seinen engsten Verbündeten in allen Anklagepunkten für schuldig befunden und zu fünfmaliger lebenslanger Haft verurteilt.